# Varna (hinduismus)
Varna (v sanskrtu वर्ण, doslova „barva“) je společenský stav v kastovním systému rozdělení obyvatelstva Indie, který existuje přibližně od roku 1500 př. n. l.
Původně v nejstarším období bylo toto členění závislé na barvě pleti. Zavedli ho Árjové, kteří kolem roku 1500 př. n. l. přišli do Indie. Zahrnovalo 4 varny, přičemž první tři varny tvořili Árjové a poslední varnu tvořilo původní obyvatelstvo Indie tmavší pleti, které mělo sloužit prvním třem varnám.
1. Bráhmani – nejvyšší vrstva – kněží s privilegovaným postavením ve společnosti
2. Kšatrijové – kasta bojovníků, panovníků, kteří měli v rukou světskou moc
3. Vaišjové – kasta obchodníků a statkářů
4. Šúdrové – nejnižší vrstva – řemeslníci, rolníci, chovatelé dobytka.

Varny během staletí prošly štěpením na podskupiny. Později přibyli Nedotknutelní, nazývaní také páriové (Mahátma Gándhí je nazval haridžanové, tj. "boží děti"), kteří stojí prakticky nejníže, vykonávají nejhůře placené práce. V poslední době jim indický parlament zákonem zaručil práva a sociální pomoc.
Džáti (neboli kasta) je podskupinou varny. Každý hinduista se narodí do jedné z tisíců společenských skupin – džáti. Předpokládá se, že hinduisté se do určité kasty rodí na základě své minulé karmy. Kasta rodiny tradičně předurčuje povolání svých členů, dokonce i budoucích partnerů. Existují kasty určitých profesí, jako např. hrnčířů, brašnářů atd. Dnes se tyto sociální bariéry pomalu začínají stírat.